# Ribes rotundifolium
Ribes rotundifolium är en ripsväxtart som beskrevs av André Michaux. Ribes rotundifolium ingår i släktet ripsar, och familjen ripsväxter. Inga underarter finns listade i Catalogue of Life.

## Bildgalleri

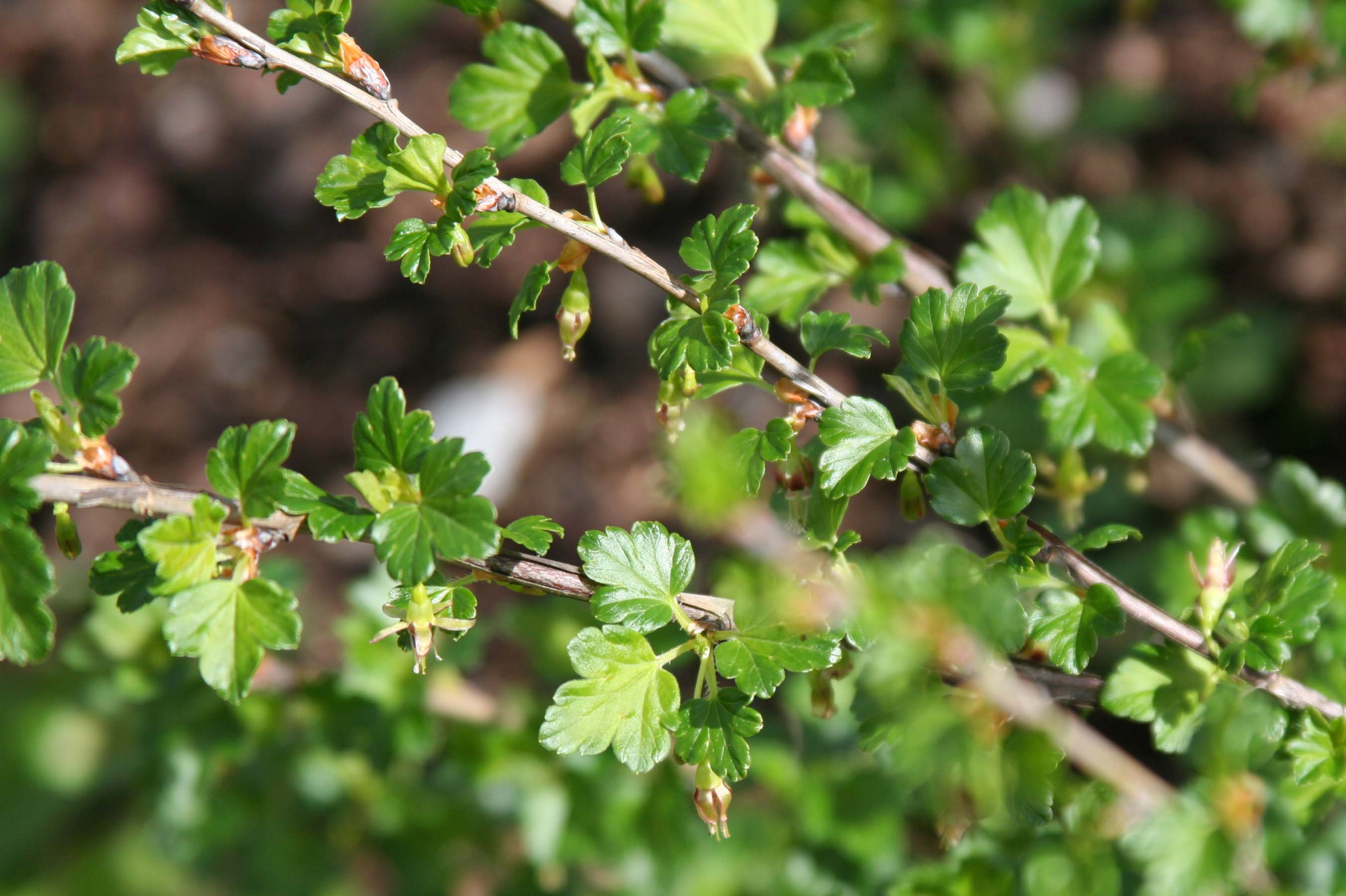
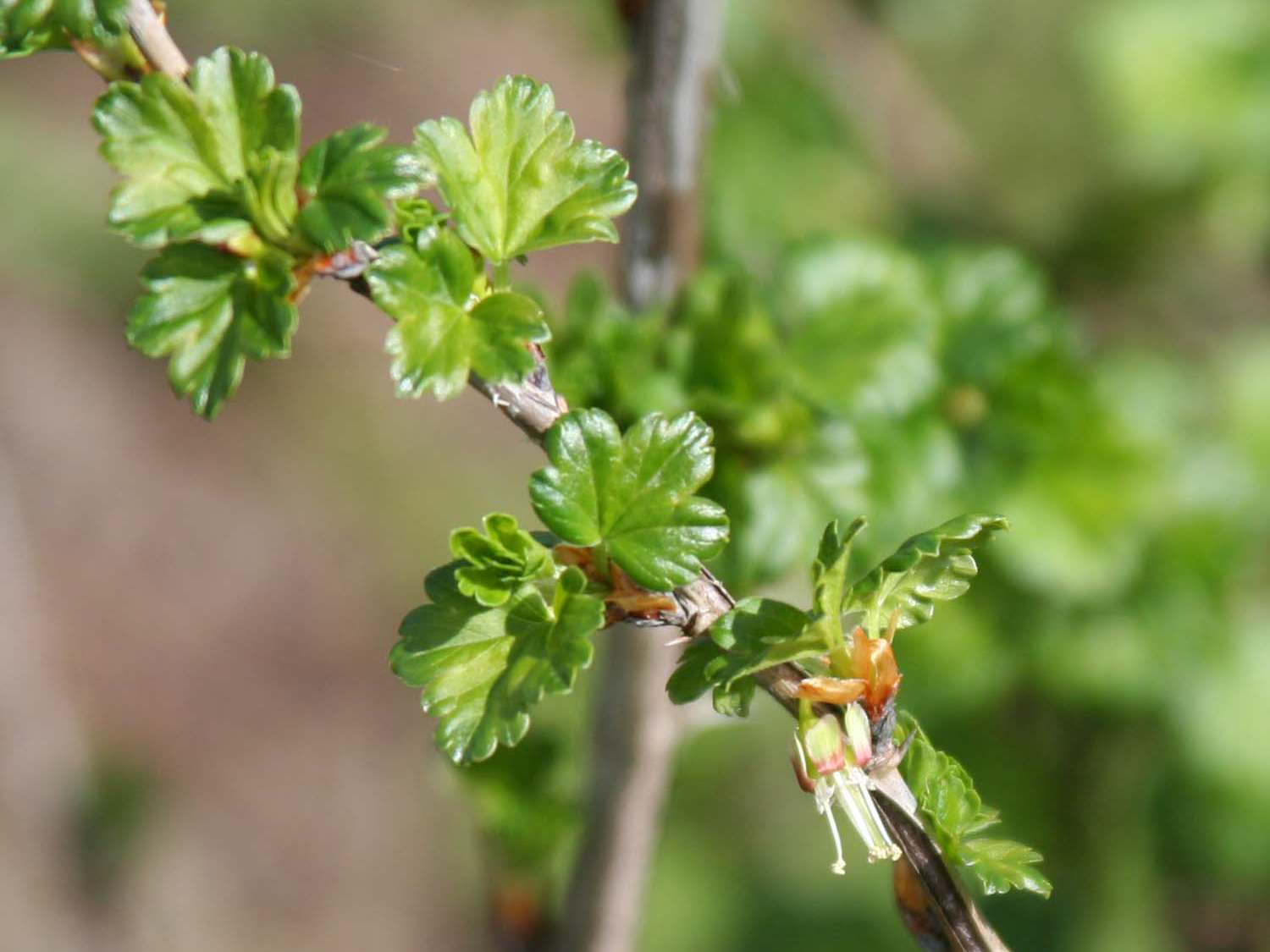